# Čchen Siao-wang
Čchen Siao-wang (čínsky pchin-jinem Chén Xiǎowàng, znaky zjednodušené 陈小旺, tradiční 陳小旺; * 20. října 1945, Čhen-ťia-kou, Che-nan, Čína) je čínský mistr bojového umění tchaj-ťi čchüan a příslušník 19. generace potomků rodiny Čchen z vesnice Čchen-ťia-kou.  Jeho dědečkem byl mistr Čchen Fa-kche (17. generace) (1887–1957).

## Životopis

### Studia
Čchen Siao-wang začal studovat bojové umění tchaj-ťi čchüan ve stylu Čchen ve věku sedmi let. Nejprve jej učil jeho otec Čchen Čao-sü a později jej vyučovali jeho příbuzní – strýci Čchen Čao Pchi a Čchen Čao Kchuej.

### Čtyři tygři z Čchen-ťia-kou
Když se v roce 1958 do vesnice Čhen-ťia-kou vrátil mistr Čchen Čao Pchi (18. generace), začal kultivovat novou generaci. Čtveřice jeho žáků později získala věhlas a popularitu nejen v Číně, ale i za jejími hranicemi. Jsou nazýváni „Čtyři Buddhovi bojovníci“ (s’ ta ťin) a jsou také někdy označovaní jako tzv. „čtyři tygři z Čhen-ťia-kou“. Jedná se o mistry 19. generace tchaj-ťi stylu rodiny Čchen a jsou to tito muži:
- Ču Tchien-cchaj[5](* 1944);[6]
- Čchen Siao-wang (* 1945);[6]
- Čchen Čeng Lej[5][6] (* 1949) a
- Wang Sien[5] (* 1944).[7][3][4][6]

Jsou formálními hlavami klanu Čchen a jsou nezpochybnitelnými představiteli tohoto stylu bojového umění. Bojovému umění tchaj-ťi čchüan se věnovali od útlého dětství; všichni mají svoji školu, kterou vedou buď sami nebo jim pomáhá některý z jejich potomků; většina z nich jezdí po světě, kde šíří bojové umění tchaj-ťi čchüan. 

### Funkce
Mistr Čchen Siao-wang byl předsedou organizace „Sdružení tchaj-ťi čchüan tlačící ruce provincie Che-nan“ (Henan Province Chen Push Hands Taijiquan Association); zástupcem vedoucího „Akademie wu-šu provincie Che-nan“ (Wushu Academy of Henan Province) a technickým poradcem a oficiálním hodnotitelem (rozhodčím) standardních soutěží tchaj-ťi čchüan stylů Čhen, Jang, Wu a Sun.

### Dosažené úspěchy
Mistr Čchen Siao-wang je trojnásobným držitelem zlaté medaile z „Čínského národního turnaje wu-šu v tchaj-ťi čchüan“ (Chinese National Wushu Tournament Taijiquan) a to hned tři po sobě jdoucí roky 1980, 1981 a 1982. V roce 1985 byl prohlášen (korunován) za šampiona tchaj-ťi čchüan na první mezinárodní soutěži wu-šu (First International Wushu Competition) ve městě Si-an.

### Další aktivity a záliby
Kromě bojového umění se Čchen Siao-wang zabývá komerčně tesařstvím. Jeho zálibou je i kaligrafie. Také je autorem tří knih o tchaj-ťi čchüan. V neposlední řadě je znám jako milovník čínského zeleného čaje Mao-ťien čcha („Ochmýřená špička“).

### Příspěvek k rozvojitchaj-ťi čchüan
Mistr Čchen Siao-wang vytvořil dvě zhuštěné sestavy lao-ťia („staré školy“) a sin-ťia („nové školy“):
- sestava s 38 formami[9] a
- sestava s 19 formami.[9]

K těmto formám uvedl v Kung-Fu Magazinu (v roce 1991) následující komentář:
Snažil jsem se odstranit všechna opakování a zjednodušit nesmírně obtížné pohyby aniž bych poškodil základní charakteristiky tchaj-ťi čchüan stylu Čchen. To vše jsem provedl se zvláštním důrazem na aplikace typu útok/obrana jakož i se zřetelem na zachování techniky „navíjení hedvábného vlákna“.
Čchen Siao-wang, Komentář k formě 38 a 19 pozic, Kung-Fu Magazin 1991
Mistr Čchen Siao-wang také prezentoval bojové umění v japonském dokumentu o tchaj-ťi čchüan stylu Čchen. V tomto dokumentu demonstroval sestavu lao-ťia, výbušné údery fa ťin jakož i uvolnění z některých typů „držení“ (součást techniky čchin-na).